# Hiroshi Noguchi (Leichtathlet)
Hiroshi Noguchi (* 3. Mai 1983) ist ein ehemaliger japanischer Leichtathlet, der sich auf den Hammerwurf spezialisiert hat.

## Sportliche Laufbahn
Erste internationale Erfahrungen sammelte Hiroshi Noguchi im Jahr 2009, als er bei den Ostasienspielen in Hongkong mit einer Weite von 67,40 m die Bronzemedaille hinter seinem Landsmann Hiroaki Doi und Ma Liang aus China. 2011 gewann er bei den Asienmeisterschaften in Kōbe mit 70,89 m die Silbermedaille hinter dem Kuwaiter Ali Mohamed al-Zankawi und zwei Jahre später belegte er bei den Asienmeisterschaften in Pune mit 68,99 m den sechsten Platz. 2015 bestritt er in Gifu seinen letzten Wettkampf und beendete dann mit 32 Jahren seine aktive sportliche Karriere.
2015 wurde Noguchi japanischer Meister im Hammerwurf.